# Жигімонт Петро Іванович
Жигімонт Петро Іванович (14 листопада 1914, Маріуполь— 2003, Кельн) — живописець, художник монументально-декоративного мистецтва.

## Біографія
Жигімонт Петро Іванович народився 14 листопада 1914 року в місті Маріуполь Донецької області. У 1950 році закінчив Харківський художній інститут. Живописець, художник монументально-декоративного мистецтва.
П. І. Жигімонт в 1993 році переїхав у Німеччину, де продовжував кар'єру художника. Помер в німецькому місті Кельні в 2003 році.

## Творчість
Жигімонт Петро Іванович — створив живописні полотна, приурочені Великій Вітчизняній війні. Від 1946 року він перебував у складі бригади Студії військових художників імені М. Грекова. Художник брав участь у відновленні панорами «Бородінська битва» (1967, Москва) та створенні панорами «Розгром німецько-фашистських військ під Сталінградом» (1960–82, Волгоград). Петро Жигімонт — учасник низки мистецьких виставок від 1948 року. Персональна виставка відбулась у 1968 році в Москві.

## Твори
- 1955 р. -«Солдатська пісня»
- 1956 р. — «Оборона Севастополя прикордонниками», «Захист Молохових воріт. 1812 рік»
- 1957 р. — «Пішли! (Під Сталінградом)»
- 1963 р. — «Піхотинець»
- 1964 р. — «Партизани Словаччини»
- 1965 р. — «Побратими», «Десантники»
- 1966 р. — «Гвардійці в боях за Москву»
- 1968 р. — «Воєнна юність»
- 1969 р. — «На землі Словацькій»
- 1970 р. — «Полковник Синіцин», «Пілот», «Гвардії рядовий старший мотоцикліст-розвідник О. Нефьодов», «Батько й син»
- 1971 р. — «Братерство в бою»
- 1974 р. — «Червень 1941 року»

### Діарами
Петро Жигімонт — співавтор діарам:
- 1947 р. — «Форсування Дніпра військами Радянської армії»
- 1955 р. — Військово-історичний музей артилерії та інженерних військ у Петербурзі
- 1957 р. — «Бій на Мамаєвому кургані», «Битва на Курській дузі. 1943 рік»
- 1958 р.- «Волочаєвський бій» (Хабаровський краєзнавчий музей)
- 1968 р. — «Збройне повстання у Вінниці. 1917 рік»
- 1974 р.- «Бій І. Богуна з польською шляхтою. 1651 рік» (Вінницький краєзнавчий музей, у співавторстві)
- 1974 р. — «У Львівському напрямку» (Музей історії військ Прикарпатського військового округу, Львів)
- 1950 р. — ескізи панорами «Сталінградська битва»

### Оформлення книг
- 1951 р. — «Дні і ночі» К. Сімонова
- 1952 р. — «Лісовоз» Г. Караваєвої

## Відзнаки
- 1948 р.- лауреат Сталінської премії.
- 1968 р. — отримав звання Заслужений художник РСФРР